# Jérémy Cabot
Jérémy Cabot (Troyes, 24 luglio 1991) è un ex ciclista su strada francese, professionista dal 2017 al 2025, ha vinto la Parigi-Troyes 2019.

## Palmarès
- 2015 (VC Toucy)

Classifica generale Tour de la Manche
À travers le Pays Montmorillonnais
- 2016 (SCO Dijon)

1ª tappa Tour de la Manche (Saint-Jean-de-Daye > Bricquebec)
2ª tappa, 1ª semitappa Tour de la Manche (Sottevast, cronometro)
Circuit des Mines
Classifica generale Tour de Côte-d'Or
4ª tappa Tour d'Auvergne
- 2018 (Roubaix, una vittoria)

Nocturne de Bar-sur-Aube
- 2019 (SCO Dijon)

Circuit des Communes de la Vallée du Bédat
Parigi-Troyes
Grand Prix de Saint-Étienne Loire
Annemasse-Bellegarde et Retour
2ª tappa Tour de Saône-et-Loire
Classifica generale Tour de la Manche
3ª tappa Tour du Loiret (cronometro)
Classifica generale Tour du Loiret
2ª tappa Tour de Côte-d'Or
2ª tappa Tour du Chablais
Classifica generale Tour du Chablais
2ª tappa Quatre Jours des As-en-Provence
Prologo Boucle de l'Artois (Olhain, cronometro)

### Altri successi
- 2018 (Roubaix)

Classifica scalatori Tour du Limousin
- 2019 (SCO Dijon)

4ª tappa Quatre Jours des As-en-Provence (cronosquadre)

## Piazzamenti

### Grandi Giri
- Tour de France

2021: 132º

### Classiche monumento
- Liegi-Bastogne-Liegi

2022: ritirato
- Giro di Lombardia

2023: 49º